# 승화열
승화열(昇華熱)은 어떠한 물질이 승화할 때, 방출되거나 흡수되는 열이다.
물질의 상태가 바뀔 땐 열이 방출, 또는, 흡수되는데 분자 사이의 결속력을 높이고 거리를 좁힐 때에는 물질이 가지고 있던 열 에너지를 방출시켜야 한다. 이런 이유로 응고, 액화, 승화(기체에서 고체로 변할 때)작용을 할 때는 항상 열이 방출된다. 반대로, 결속력을 낮추고 분자 사이의 거리가 멀어지려면, 주위의 열 에너지를 뺏어가야 한다. 마찬가지로, 이 이유로 인해 융해, 기화, 승화(고체에서 기체로 변할 때)작용을 할 때에는 항상 열이 흡수된다. 승화열은 분자가 멀어지든 좁아지든 간에 상관 없이 승화열이라 칭하기 때문에 직접 관찰하지 않는 상황에서는 분자 사이의 거리와, 결속력의 변화를 명시해야 방출되는 열인지, 흡수되는 열인지 구분할 수 있다.

## 같이 보기
- 열
- 상전이